# Peribatodes syritaurica
Peribatodes syritaurica là một loài bướm đêm trong họ Geometridae.